# Valkyrie
 For alternative betydninger, se Valkyrie (flertydig). (Se også artikler, som begynder med Valkyrie)
Valkyrier (af norrønt val = mandefald og kjosa = vælge) var i nordisk mytologi / Nordisk religion en gruppe af feminine magter, der blev associeret med krig og død og guden Odin. Kilderne beretter, at de var gudinder, der udpegede hvilke krigere, der skulle falde i kamp, og som skulle tilbringe efterlivet i Odins borg Valhal. Denne funktion knyttede dem til skæbnebegrebet, der spillede en stor rolle i norrøn kultur. I Valhal ville krigerne blive medlemmer af Odins hird, einherjerne, som skulle kæmpe for ham i den sidste kamp ved Ragnarok. I dette dødsrige ville krigere blive opvartet af valkyrier. I flere heltesagn og digte optræder valkyrierne også som dødelige krigeres friller. I dem fremstilles de også ofte som kongedøtre og knyttes til svaner. Disse digte blev forfattet til aristokratiet og afspejlede derfor de forestillinger, der var udbredt i samfundets øverste lag. De var en del af en særlig krigerideologi centreret omkring Valhalmytologien, som var opstået i perioden før vikingetiden. I den ideologi indgik valkyrierne som et vigtigt element. Denne ideologi havde stor udbredelse indtil religionsskiftet.
Fyldige beskrivelser af valkyrier kendes fra forskellige nordiske kilder fra middelalderen, bl.a. Ældre Edda, der blev nedskrevet på Island på baggrund af før-kristne kilder. I disse beretninger er de udstyret som krigere og er dygtige ryttere. Dertil kommer beskrivelser i Snorre Sturlasons Yngre Edda og Heimskringla samt Njáls saga, Islændingesagaerne, Vølsungesaga og forskellige skjaldedigte. Fra før-kristen tid kendes flere runeindskrifter, der henviser til valkyrier, men de er vanskelige at tyde uden hjælp fra de yngre kilder. De beskrives ikke som egentlige gudinder, men var alligevel vigtige mytologiske væsner.
I angelsaksiske kilder optræder det beslægtede ord wælcyrge og wælcyrie, hvilket kan være tegn på, at forestillingen om valkyrier bygger på en ældre fællesgermansk tradition. Det er dog usikkert, om det er udtryk for en senere nordisk indflydelse i vikingetiden. Det er foreslået, at valkyrierne var forbundet med andre former for gudinder, f.eks. norner, diser og vølver. I moderne tid har valkyrier været inspirationskilde for både musik, malerkunst, digtning, computerspil o.lign.

## Etymologi
Ordet "valkyrie" stammer fra oldnordisk. På norrønt er formen valkyrja (plural valkyrjur), sammensat af to ord; navneordet valr (= mandefald) og verbet kjósa (= at vælge). Tilsammen kan ordet oversættes "vælgere af de faldne" eller "de valkårende", da de udvalgte, hvem der skulle falde i kamp, dvs. deres funktion som skæbnegudinder. Valkyrja er nært beslægtet med angelsaksisk wælcyrge, men det er usikkert, hvorvidt det drejer sig om et sent indlån fra norrønt i vikingetiden, eller om det har en ældre oprindelse.[kilde mangler] I nogle kilder beskrives valkyrier med alternative betegnelser som óskmey ("ønske mø") i digtet Oddrúnargrátr, og Óðins meyar ("Odins møer"). Óskmey kan være en afledning af Odinsnavnet Óski (kan oversættes til "ønskeopfylder"), hvilket igen viser til hans rolle som den, der modtager de faldne i Valhal.

## Valkyrienavne
I eddadigtene Völuspá, Grímnismál, Darraðarljóð i kapitel 157 af Njåls saga og Nafnaþulur i Snorre Sturlasons bog om skjaldekunst, Skáldskaparmál, findes der lister med navne på valkyrier, mens der i andre tekster optræder navne på individuelle valkyrier, såsom Sigrún (hovedperson i heltedigtene om Helge Hundingsbane, Helgakviða Hundingsbana I og II). Mange af valkyrienavnene var knyttet til krig og kamp, en undergruppe særligt til spyd, som var et våben, der var associeret med gudernes konge, Odin. I Skáldskaparmál nævnes i nogle manuskripter op til 29 forskellige valkyrienavne: Hrist, Mist, Herja, Hlökk, Geiravör, Göll, Hjörþrimul, Guðr, Herfjötra, Skuld, Geirönul, Skögul, Randgníð, Ráðgríðr, Göndul, Svipul, Geirskögul, Hildr, Skeggöld, Hrund, Geirdriful, Randgríðr, Þrúðr, Reginleif, Sveið, Þögn, Hjalmþrimul, Þrima og Skalmöld. Nogle af dem kendes fra andre sammenhænge, mens andre udelukkende optræder i denne liste.
Snorre beskriver også måder, hvorpå skjalde har brugt valkyrienavne i digte, bl.a. som kenninger for kamp og krig. I kapitel 48 optræder kenningerne "våben-, skjold-, Odin- eller valkyrievejr" som en omskrivning af et slag. Skjalden Torbjørn Hornkløve brugte kenningen "Sköguls larm" om slagmarken, mens ladejarlenes skjald Berse Skaldtorvasson kaldte et sværd for "Gunnrs ild" og et slag for "Hlökks sne".
Flere forskere har foreslået, at valkyrienavnene i sig selv ikke var knyttet til individuelle personer, men snarere fungerede som beskrivelser af krigen og dens gudinders natur; måske er sådanne navne blot skjaldedigteres egne opfindelser. Andre mener, at navnene var beskrivelser af de roller og evner, de havde, såsom valkyrienavnet Herfjötur, der peger på valkyriernes relation til fuglefjer, mens navnet Svipul kan være en beskrivelse af deres indflydelse på skæbnen. Navnet Herja derimod kan måske være beslægtet med gudinden Hariasa, som kendes fra en sydgermansk indskrift fra 187 e.v.t.

## Teorier om oprindelse og udvikling
Der er blevet fremsat en række forskellige teorier om valkyriernes oprindelse og udvikling fra den tidlige germanske religion til den senere nordiske mytologi. Rudolf Simek har foreslået, at de oprindeligt blev opfattet som dæmoner, som ejede de krigere, der døde på slagmarken. Han mener, at skiftet hang sammen med den ændring i karakteren af Valhallamyten, der fandt sted i germansk jernalder. Hvor stedet tidligere havde været en mytologisk repræsentation af slagmarken, blev det nu til de faldne krigeres paradisiske efterliv. Det oprindelige koncept blev ifølge Simek erstattet af ideen om skjoldmøer— en irsk-keltisk kvindeskikkelse, der var en parallel til de germanske einherjar. Han mener også, at valkyriernes tilknytning til Odin var et oprindeligt element i deres tidligere funktion som dødsdæmoner. På den baggrund mener Simek, at det var denne ændrede status, hvor deres dæmoniske karaktertræk forsvandt og blev mere menneskelige, der gjorde valkyrierne til populære skikkelser i de heroiske eddadigte. I denne form kunne de nemlig optræde som elskerinder for dødelige mænd. MacLeod og Mees mener, at valkyriernes rolle som dem, der udvalgte de faldne, efterhånden blev mere og mere sammenblandet med nornernes rolle som skæbnegudinder i den yngre nordiske mytologi.
Gro Steinsland mener, at selv om valkyrierne ikke blev regnet som egentlige guder, havde de alligevel stor religiøs betydning; fx spillede de sandsynligvis en betydelig rolle i de drikkeceremonier, der var tilknyttet valhalla-ideologien. Hun påpeger også, at der er fundet tegn på, at ofringer til valkyrier i forbindelse med slag har været almindelige, og hun foreslår, at det kan have været del af forestillingerne bag jernalderens våbenofringer. Steinsland påpeger, at de fremstillinger, der er overleveret om valkyrierne, i reglen stammer fra et aristokratisk miljø. De mere folkelige forestillinger, mener hun, er måske blevet overleveret gennem fortællingerne om den vilde jagt.
Hilda Ellis Davidson påpeger, at hvad angår valkyrier, så bygger fremstillingerne på lag fra tidligere generationers fortællinger, og derfor består forestillingerne om dem af mange forskellige koncepter; fx kan man i deres evne til at bestemme et menneskes skæbne genkende egenskaber, der ligner nornernes; vølvernes, når de beskytter krigere med trylleformularer; fylgjernes, når de bringer lykke til særligt udvalgte ynglinge; og måske endda til de klassiske mytologiske forestillinger om de kvindelige amazonekrigere fra området ved Sortehavet. Hun nævner også muligheden for, at forestillingen om valkyrierne kan være opstået ud fra en erindring om kvindelige præster, der forestod rituelle ofringer af krigsfanger i ældre tid.
Davidson tilføjer, at valkyrie direkte oversat betyder "valkårende" ("udvælger af de faldne"), og hun sammenligner Wulfstans omtale af sådanne "valkårende" i hans Sermo Lupi prædiken, hvor de optræder i forbindelse med syndere, hekse og andre ondsindede grupper, dvs. med de øvrige klasser af fjender af kristendommen, som han beskriver. Hun konkluderer på den baggrund, at disse "valkårende" var menneskelige. Davidson peger også på den arabiske diplomat Ibn Fadlans detaljerede beretning fra 10. århundrede om en vikingebegravelse ved Volga-floden, hvor der optræder en gammel "hunnisk"udseende kvinde, der stod for offerdrabet på en slavinde. Ibn Fadlan omtaler hendes som "Dødens engel" (et velkendt muslimsk begreb) og hendes følge af hjælpere som døtre. Davidson påpeger, at det ikke ville være overraskende, hvis der opstod mange mærkelige legender om en sådan kvinde, der åbenbart levede adskilt fra det normale samfund pga. sine grufulde pligter. Fra andre kilder ved vi, at lodtrækning var udbredt som en divinatorisk måde at udvælge de fanger, der skulle dræbes. Denne idé om at guderne selv valgte, hvem der skulle dø, kunne ifølge Davidson have haft indflydelse på ideen om, at det var udvalgt på forhånd, hvem der skulle dø i kamp. Samtidig har der tilsyneladende fra "ældre tid" været en forestilling iblandt germanerne om krigeriske, kvindelige ånder, der opildnede til kamp, selv deltog i kampen og måske endda spiste ligene af de faldne.

### Freja og Folkvang
I Gylfaginning fortælles det bl.a. om gudinden Freja, at den halve Val hun vælger hver Dag. På den baggrund er det blevet foreslået, at hun på en eller anden måde blev associeret med valkyrierne, og Britt-Mari Näsström tolker navnet på hendes gård Folkvang. Näström foreslår, at Frejas hus blev opfattet som en parallel til Odins borg Valhal, hvor krigerne opholdt sig efter døden. Og hun mener, at grunden var, at hun indgik i flere initiationsriter for krigere, hvorved hun også fungerede som krigsgudinde og fik egenskaber, der lignede valkyriernes. Siegfried Andres Dobat mener på sin side, at Frejas funktion som, den der vælger de døde til sit dødsrige i Folkvangr, betyder, at hun var den egentlige mytologiske forbillede for valkyrier og diser.

### Forbindelser til diser og norner
Valkyrier bliver i flere tilfælde omtalt som diser. Anders Bæksted påpeger, at det også gælder andre gudinder og kvinder i al almindelighed, der har tilknytning til skæbnen. Jacob Grimm påpeger, at selvom norner og valkyrier har mange lighedspunkter, så er der nogle fundamentale forskelle mellem dem. Han mener, at dís både kan betyde norne og valkyrie, men deres funktioner er helt forskellige; norner udpeger en persons skæbne, mens de enten sidder på en stol eller bevæger sig rundt i blandt de dødelige, intetsteds beskrives de som ridende. Valkyrierne beskrives derimod altid som ridende, når de bestemmer udfaldet af kamp. Grimm beskriver deres ridning som lignende guders og heltes.

## Arkæologiske levn
Stiliserede sølvamuletter fra vikingetiden med billeder af kvindefigurer er blevet fundet over hele Skandinavien. De bærer som regel lange klædninger, og deres lange hår er trukket tilbage, nogle af dem holder et drikkehorn frem for sig. Disse motiver bliver som regel tolket som afbildninger af valkyrier eller diser. Disse amuletter optræder i grave, og ifølge Mindy MacLeod og Bernard Mees blev de formentligt lagt der, fordi man tillagde dem stærke beskyttende kræfter.
På Tjängvide billedstenen fra Gotland findes et billede, der viser en rytter på en ottebenet hest (med stor sandsynlighed Odin på Sleipner). Han bydes velkommen af en kvinde, som rækker ham et drikkehorn. Hun er sandsynligvis en af de valkyrier, der i flere kilder beskrives som opvartere for de døde helte, der tilbringer efterlivet i Valhal. På en runesten fra 11. Århundrede, kaldet Sigurd stene, er der bl.a. ristet et billede af en kvinde, der bærer et horn. Hun er blevet tolket som valkyrien Sigrdrífa, der giver helten Sigurd (der vises et andet sted på stenen) et drikkehorn.
- Sølvfigur formet som en kvinde, der holder et drikkehorn. Fundet i en grav i Birka, Uppland.
- Sølvfigur formet som en kvinde, der rører sit hår (venstre). Figur, som sidder på en hest, der er vendt mod en anden figur, der holder et skjold. (højre). Af Nationalmuseet tolket som valkyrier.
- Tjängvide billedstenen fra Gotland, kvinden i det øverste billedfelt tolkes som en valkyrie.
- Kvindefigur på Sigurdstenen (U 1163), der bærer et drikkehorn.
- Valkyrien fra Hårby

### Runeindskrifter
Specifikke valkyrier er nævnt på to runesten. På Karlevistenen fra 10. århundrede på Öland omtales valkyrien Þrúðr, mens der på Røkstenen fra begyndelsen af 9. århundrede i Östergötland optræder en kenning, der involverer en valkyrie, som bruger en ulv som ganger:
Det jeg siger som det tolvte, var at Gunns hest ser føde på slagmarken, hvor tyve konger ligger
(transkr.: þat sakum tualfta huar histR si kunaR itu uituoki on kunukaR tuaiR tikiR, vilka þ o likia).

En af de runeindskrifter, der er fundet på Bryggen i Bergen kaldes "valkyrie-stokken", og den er dateret til slutningen af 14. århundrede. På stokken er der indgraveret flere tekster, bl.a. en futhark, der ud fra den følgende tekst formentlig fungerede som en trylleformel mod alfer, trolde, jætter og valkyrier, der beskrives på følgende måde (engelsk oversættelse):

Against the harmful skag-valkyrie,
so that she never shall, though she never would -
evil woman! – injure (?) your life.

Derpå følger en række forbandelser. Mindy MacLeod og Bernard Mees tolker inskriptionen som en speciel trylleformular, der skal sikre en kvindes kærlighed. De mener, at den korresponderer med eddadigtet Sigrdrífumál, hvor valkyrien Sigrdrífa belærer helten om runemagi. Ordet skag har måske en parallel i digtet Helgakviða Hundingsbana I, hvor Sinfjötli beskylder Guðmundr for engang at have været en skass-valkyrie. På den baggrund foreslår MacLeod og Mees, at ordet kan oversættes med "overnaturlig afsendelse", hvilket gør den til en mulig parallel til en anden trylleformel, hvor en valkyrie "sendes hen".

## Skriftlige kilder

### Gudedigte

#### VöluspáogGrímnismál
I strofe 30 af eddadigtet Völuspá fortæller vølven Odin, at hun "så" valkyrier langt borte, der rede til at ride til Goðþjóðar (Gudernes riger), hun nævner derpå navnene på seks valkyrier: Skuld (norrønt: sandsynligvis "gæld", "fremtid" el. "skæbne"), der "holdt et skjold", sammen med hende Skögul ("ryster")", Gunnr ("krig"), Hildr ("slag"), Göndul ("stokkesvinger") og Geirskögul ("spyd-Skögul"). Strofen afsluttes med, at vølven siger, at hun nu har fortalt om "krigens kvinder, valkyrier, rede til at ride over jorden." 
I digtet Grímnismál, fortæller den torturerede, udhungrede og tørstige Odin (forklædt som Grímnir) til den unge Agnar, at han ønsker, at valkyrierne Hrist ("ryster") og Mist ville bringe ham et drikkehorn. Derpå nævner han navnene på yderligere 11 valkyrier: Skeggjöld ok Skögul, Hildr ok Þrúðr, Hlökk ok Herfjötur, Göll ok Geirönul, Randgríðr ok Ráðgríðr ok Reginleif, de bærer alle øl til einherjaerne.

### Heltedigte
Valkyrier optræder i flere af Ældre Eddas heltedigte, ofte som krigs- og skæbnegudinder. Enkelte af dem kan ydermere spille en fremtrædende rolle som heltens elskerinde. I digtet Helgakviða Hundingsbana I sidder helten Helge på den ligdækkede slagmark ved Logafjöll, da et lys, der udsender lynglimt, pludselig begynder at skinne fra fjeldet. Hjelmklædte valkyrier kommer nu flyvende over himlen. Deres lange ringbrynjer er dækkede af blod, og deres spyd skinner:

Then light shone from Logafell,
and from that radiance there came bolts of lightning;
wearing helmets at Himingvani [came the valkyries].
Their byrnies were drenched in blood;
and rays shone from their spears.

I den følgende strofe spørger Helge valkyrierne (som han omtaler som "sydlige gudinder"), om de vil tage med krigerne hjem, når natten falder på (alt imens pilene flyver). Da slaget var ovre, fortæller valkyrien Sigrún ("sejrs-rune"), at hendes far, Högni har lovet hende bort til Höðbroddr, som Sigrún ellers betragter som uværdig. Han er kong Granmars søn, der tilhører Hniflungætten. Helge samler derpå en stor styrke, der kæmper mod Niflungerne ved Frekastein for at hjælpe Sigrún med at undslippe sin forlovelse. Senere i digtet skændes helten Sinfjøtle med Guðmundr, som han beskylder for engang at have været en kvinde. Han beskriver i detaljer, hvordan Guðmundr havde været en forfærdelig og unaturlig heks iblandt Odins valkyrier. I digtet bruges udtrykket "valkyriens luftige hav" som en kenning for "dis."
I slutningen af digtet stiger valkyrierne ned fra himlen, denne gang for at beskytte Helge under slaget ved Frekastein. Efter slaget flyver alle valkyrier væk, bortset fra Sigrún og ulvene (omtales som "troldkvindens ganger"), der åd ligene:

Helmeted valkyries came down from the sky
—the noise of spears grew loud—they protected the prince;
then said Sigrun—the wound-giving valkyries flew,
the troll-woman's mount was feasting on the fodder of ravens:

En anden udgave af historien om Helge og Sigrún findes i digtet Helgakviða Hundingsbana II. Andre fortællinger, hvor valkyrier spiller en fremtrædende rolle er bl.a. Sigrdrífumál, hvor Sigurd indvies og oplæres i særlige ritualer af valkyrien Sigrdrífa.

#### Völundarkviða
I prosaindledningen til digtet Völundarkviða fortælles det, at finnekongens tre sønner Slagfiðr, Egill og Völundr boede i et hus i Úlfdalir ("ulvedale"). Der opdagede de en tidlig morgen tre kvinder, der spandt ved bredden af Úlfsjár ("Ulvesø"). De var valkyrier, og ved siden af dem lå deres svaneham. To af de tre kvinder, Hlaðguðr svanhvít (Svanhvid) og Hervör alvitr (Alvid el. ukendt væsen) var kong Hlödvérs døtre. Den tredje hed Alruna (måske Ølrune) og var Kjárr af Vallands datter. De tre brødre tog dem med hjem og levede sammen med dem i syv vintre, indtil de fløj bort til kamp for aldrig at vende tilbage. Slagfiðr og Egill drog ud for at finde deres koner, mens Völundr blev tilbage for at vente på sin.

#### Helgakviða Hjörvarðssonar
Hovedpersonen i digtet Helgakviða Hjörvarðssonar, Helgi, var søn af den norske konge Hjörvarðr og Sigrlinn af Sváfaland. Da han var ung mand, var han også tavs og havde derfor intet navn, men en dag, da han sad på en gravhøj, så han ni valkyrier komme ridende. En af dem fandt han særlig smuk; hun talte til ham og gav ham navnet Helgi (sandsynligvis: hellig ). Den indtil da tavse Helgi taler nu og beskriver valkyrien som brúðr bjartlituð (ansigtslyse brud), og han spørger, hvilken navnegave hun vil give ham nu og tilføjer, at han ikke vil acceptere den, hvis han ikke også kan få hende. Hun fortæller ham om en gruppe sværd, der er placeret ved Sigarsholm, og at ét af dem var noget særligt. Et prosastykke fortæller nu, at valkyriens navn var Sváfa, og hun var kong Eylimis datter. Senere i digtet fortælles det, at Atli blev involveret i en senna med den kvindelige jætte, Hrímgerðr. Hun sagde i den forbindelse, at hun havde set 27 hvide beredne valkyrier omkring Helgi, og at en bestemt havde ledet gruppen. Helgi, der nu er konge, bliver forlovet med Sváva, og mens Helgi fortsætter sine krigstogter bliver Sváva hjemme hos sin far, men digtet fortæller, at hun var endnu Valkyrje ligesom för Tilslut dør Helgi og digtet afsluttes med et prosastykke, der fortæller, at [det er blevet sagt, at Helge og Svåva bleve genfødte].

### Yngre Edda
I Gylfaginning fra 13. århundrede beskriver Snorre Sturlason bl.a. valkyriernes funktion. I kapitel 36 fortæller "Høj" den forklædte "Gylfi", at der udover asynjerne også er andre (dvs. kvindelige guddomme), hvis pligt det er at tjene i Valhal. De bringer drikke og ser til bordet og ølkrusene. Disse kvinder kaldes valkyrier, og de sendes af Odin til alle slag, hvor de udvælger, hvem der skal dø, og bestemmer hvem der skal sejre. Høj tilføjer, at Gunnr, Róta og Skuld (der også ifølge samme tekst er navnet på den yngste af nornerne) altid rider ud til slaget. Høj fortæller senere, at valkyrierne sammen med Hugin og Munin ankom til begravelsen af Balder i Odin og Friggs følge.
I Skáldskaparmál refereres en række skjaldedigte, hvor der i nogle optræder valkyrier. I et fragment af digtet Hrafnsmál (tilskrives normalt den norske skjald Þorbjörn Hornklofi) optræder en samtale mellem en valkyrie og en ravn, der mest omhandler Harald Hårfagers liv og gerninger. Valkyrien beskrives som en vidende kvinde, der forstod fuglenes sprog, med hvid hals og hvide arme, gyldent hår, strålende øjne, og som ikke fandt behag i dødelige mænd. Ravnen beskrives derimod med et næb, der indsølet i blodet fra lig. I Eiríksmál beskrives valkyrierne som tjenere, der serverer vin til krigerne. I Húsdrápa, der er blevet dateret til 10. århundrede, af Úlfr Uggason, beskrives en række mytologiske scener, der er afbildet på væggene i et nybygget hus, bl.a. valkyrierne og ravnene, der ledsager Odin til Balders begravelse:

Valkyrjer og Ravne
var i Odins Følge.
Mærkbare Minder
ser vi malet herinde.

I kapitel 31 af bogen bliver de poetiske termer for kvinder præsenteret, herunder at en kvinde kan omtales med alle betegnelser for asynjer, valkyrier, norner eller diser.
I kapitel 41 genfortælles en episode fra historien om Sigurd Fafnersbane; da han red på sin hest Grane kom han til en bygning på en høj, inde i bygningen finder han en sovende kvinde iklædt ringbrynje, som Sigurd skærer af hende. Da vågner hun og fortæller, at hun hedder Hildr, men kendes som Brýnhildr, og at hun er en valkyrie.

### Sagalitteraturen
I sagalitteraturen bliver der flere steder beskrevet væsner, der enten omtales som valkyrier, eller som med stor sandsynlighed må være det. Nogle af dem minder meget om de figurer, der findes i heltedigtene, mens andre fremstilles i en mere dæmonisk form. I kapitel 157 af Njåls saga' ser en mand ved navn Dörruð tolv personer, der sammen rider hen til en stenhytte i Caithness langfredag. De tolv går ind i hytten, og Dörruð kan ikke længere se dem, så han går derhen. Igennem vinduet ser han, at de er kvinder, og at de har stillet en væv op. Som vægte bruger de hovederne af mænd, som trend og islæt indvolde fra mennesker, som skyttel et sværd, og tråden er rullet op på pile. Imens de væver, synger kvinder en sang kaldet Darraðarljóð, som Dörruð memorerede.
Sangen bestod af 11 vers, og den beskriver, hvordan valkyrierne væver og udvælger, hvem der skal dø ved det kommende slag ved Clontarf. Seks af valkyriernes navne nævnes i sangen: Hildr, Hjörþrimul, Sanngriðr, Svipul, Guðr og Göndul. Vers fem og seks af sangen lyder i norsk oversættelse:

Vinda, vinda Darrads-veven!
og fræge drotten me sidan fylgjer.
Bloddrøypt skjold dei der skal bera,
Gunn og Gondul, som gauven livde.
Vinda, vinda Darrads-veven,
der dei fløymer fylkingmerki.
Lat honom ikkje ved livet skiljast;
val aa velja eig valkyrjor. Now awful it is to be without,

I slutningen af digtet synger valkyrierne: "No ut aa rida paa avlause hestom! med sverdi bragande burt nie fara." Herefter fortæller prosateksten, at valkyrierne rev deres væv ned og sønderdelte den. Hver valkyrie holder fast ved det, hun har i hænderne. Dörruð forlader sprækken i muren og vender hjem, og kvinderne stiger til hest og rider væk, seks mod syd og seks mod nord.
Digtet Hákonarmál er indflettet i prosateksten Håkon den godes saga. Det er dateret til 10. århundrede og tilskrives skjalden Eyvindr skáldaspillir. Denne del af sagaen omhandler Håkon den godes død i kamp, hvor han, skønt døbt i sin opvækst ved det engelske hof, ønskede en hedensk begravelse efter norrøn skik. Både hans venner og fjender sørgede over hans død, og flyttede hans lig til Seim i Nord-Hordaland, hvor han blev lagt i en stor gravhøj iklædt sit fineste tøj og fuld krigsudrustning. Eyvind Skaldaspillir digtede kvadet om Håkons ankomst til Valhal, Hákonarmál.
I Hákonarmál sender Odin de to valkyrier Göndul og Skögul hen for at vælge iblandt kongens mænd, hvem der skulle bo hos ham i Valhal. Slaget blev meget blodigt og beskrives bl.a. med kenningen "Sköguls stormslag". Håkon og hans mænd dør alle, og de ser da Göndul læne sig op ad sit spyd. Hun siger da: "For Æsine fylgje aukast. No skal Håkon med heren megtug heim til gudar ganga." Valkyrierne beskrives nu som "herlege paa hesteryggen; med tankefull hug, paa hovude hjelm og skjold dei ved sida hadde." Da følger en kort samtale mellem Håkon og valkyrien Skögul:

(Håkon): 
Kvi styrer du, Skogul, 
Striden soleis? 
me var daa verde godt 
fraa gudar. 
(Skogul): 
Me valdar de, 
at du vollen fær hava, 
men dine fiender flaug. "

Skögul siger derpå, at de skal ride til "gudernes grønne hjem" for at fortælle Odin, at en konge nu er på vej til Valhal. Digtet fortæller, at Haakon blev en af einherjarne, der i Valhal afventede slaget mod Fenris.

### Fagrskinna
I kapitel 8 af Fagrskinna fortælles det, at dronning Gunhild lod komponere et digt om Erik Blodøkse efter hans død. I sagaen gengives derpå Eiríksmál, sandsynligvis skabt i 10. århundrede af en ukendt forfatter. Det beskriver Erik og fem andre kongers ankomst til Valhal efter deres død. I første strofe er der en kommentar fra Odin:

1.
Hvat's þat drauma?
hugðumk fyr dag rísa
Valhöll at ryðja
fyr vegnu fólki;
vakðak Einherja,
baðk upp at rísa,
bekki at stráa,
bjórker at leyðra,
valkyrjur vín bera,
sem vísi kœmi.
2.
Erum ór heimi
hölða vánir
göfugra nökkurra,
svá's mér glatt hjarta.
|
Hvad drømte jeg om?
Stod jeg op, før det blev lyst,
skaffed' plads til faldne
i det fyldte Valhal?
Gik jeg hen og fik alle
einherjer op,
så bænke blev redt
og bægre skyllet?
Bar valkyrjer vin,
som vi vented' en fyrste?
Så kommer der nu
histnede fra
en flok stoute stridsfolk —
denne stund gør mig glad.

Guden Brage spørger nu, hvor den tordnende lyd kommer fra, for Valhals bænke knirker, som om guden Balder var vendt tilbage, og det lyder, som om tusind mænd nærmer sig. Odin svarer, at han udmærket kender lyden af at Erik Blodøkse snart vil være i Valhal. Odin beder nu heltene Sigmund og Sinfjøtle om at rejse sig for at byde Erik ind i hallen, hvis det er ham.

### Ragnhild Tregagås' trylleformel
I 1324 tilstod enken Ragnhild Tregagås i forhør på præstegården i Fusa udenfor Bergen, at hun havde forårsaget impotens med skadevoldende magi rettet mod sit næstsøskendebarn Bård for at ødelægge hans ægteskab. Hun gemte fem ærter og fem brød i brudeparrets seng og satte et sværd lige ved, mens hun fremsagde en "afskyelig besværgelse" fra sit skjulested i soveværelset:

Jeg sender fra mig Gønduls ånder.
Måtte den første bide dig i ryggen.
Måtte den anden bide dig i brystet.
Måtte den tredje påføre dig had og misundelse.

## Angelsaksiske vidnesbyrd
De oldengelske ord wælcyrge og wælcyrie forekommer flere gange i ældre engelske manuskripter, og ofte bruges de, når fremmedsproglige koncepter skal oversættes til oldengelsk. I prædikenen Sermo Lupi ad Anglos, skrevet af Wulfstan 2. af York, bliver wælcyrie brugt, formentlig i betydningen menneskelig "troldkvinde". I et manuskript fra begyndelsen af 11. århundrede Aldhelms De laudis virginitatis (Oxford, Bodleian library, Digby 146) forklares begrebet ueneris med wælcyrge (mens gydene oversættes til "gudinde"). Wælcyrge bliver i to manuskripter (Cotton Cleopatra A. iii, og den ældre Corpus Glossary) brugt som oversættelse af de græsk-romerske guddomme furierne. I Cotton Cleopatra A. iii bliver wælcyrge også brugt som betegnelse på den romerske gudinde Bellona. En beskrivelse af en ravn, der flyver den egyptiske hær, lyder således: wonn wælceaseg da.: "den mørke, der vælger de faldne "). Det har været genstand for megen debat indenfor forskningen, hvorvidt disse vidnesbyrd bygger på ældre oprindelige angelsaksiske forestillinger, som blev delt med Norden, eller om de er resultatet af en senere nordisk indflydelse i vikingetiden.
I to ældre engelske trylleformler nævnes figurer, som det er blevet forslået repræsenterer en oprindelig angelsaksisk forestilling om kvindelige valkyrielignende væsner. I Wið færstice beskrives en pludseligt opstået smerte som et spyd, kastet ved overnaturlig kraft (oldengelsk mægen) af en frygtelig, højlydt og flyvende kvinde (oldengelsk mihtigan wif), der red over en gravhøj:

They were loud, yes, loud,
when they rode over the (burial) mound;
they were fierce when they rode across the land.
Shield yourself now, you can survive this strife.
Out, little spear, if there is one here within.
It stood under/behind lime-wood (i.e. a shield), under a light-coloured/light-weight shield,
where those mighty women marshalled their powers, and they send shrieking spears.

Richard North mener imidlertid ikke, at det ud fra digtet klart fremgår, at disse kvindefigurer nødvendigvis var analoge med de yngre nordiske valkyrier." Hilda Ellis Davidson foreslår derimod , at Wið færstice oprindeligt var en kampbesværgelse, der med tiden var blevet reduceret til at være en kur mod "stik i siden". I slutningen af den anden besværgelse bliver sværmende bier beskrevet som "sejrskvinder" (oldengelsk sigewif):

Settle down, victory-women,
never be wild and fly to the woods.
Be as mindful of my welfare,
as is each man of eating and of home.

Termen "sejrskvinder" er blevet tolket som et begreb beslægtet med valkyrier, men denne teori er ikke blevet fuldt accepteret. Ifølge en anden tolkning af termen kan det betyde ’"sejrrige sværd", en reference til biernes brod.

### Sydgermansk parallel
I den ene af de to oldhøjtyske Merseburg-versene kan kvindelige væsner, idisi, holde og binde (dvs. paralysere) eller løsne krigerne i en hær. Formularen lyder:

En gang sad idisierne, her og der,
nogle bandt lænker, andre hindrede hæren,
nogle løste lænkerne:
Undslip lænkerne, flygt for fjenden.

De idisi, der nævnes i formularen, bliver af mange forskere opfattet som paralleller til de nordiske valkyrier. Rudolf Simek skriver at "idiserne er åbenbart en slags valkyrie, da disse også har magt til at genere fjenden i norrøn mytologi", som støtte peger han på navnet på valkyrien Herfjötur ("hær-lænke"). Hilda R. Davidson sammenligner denne formular med den oldengelske formel, Wið færstice (se ovenfor), og spekulerer i en mulig forbindelse mellem dem. Simek mener, at stednavnet Idisiaviso ("Idisis slette"), hvor Arminius’ germanske hær kæmpede mod Germanicus’ romerske i 16 e.v.t. (slaget ved Weser), kan pege på en forbindelse mellem idisiernes rolle og de nordiske valkyrier. Derudover mener Simek, at den vestgermanske term idisi i lighed med oldsaksisk idis, oldhøjtysk itis, angelsaksisk ides betegner en ærværdig, respekteret kvinde, måske en betegnelse på en hvilken som helst kvinde, og derfor en direkte parallel til den latinske term matrona (husfrue). Han mener desuden, at forbindelsen til de nordiske diser er højst sandsynlig; uden dog at dette er alment accepteret.

## Moderne kunst og kultur
Valkyrier har været brugt som figurer i adskillige kunstværker i moderne tid; fx i Heinrich Heines digt Die Walküren (udgivet i Romanzero, 1847), H. v. Linges digt af samme navn fra 1864. I billedkunsten har valkyrier ligeledes været et populært motiv  fx Die Walküren (skitse, 1818) af J. G. Sandberg og Reitende Walküre af M. Echter (1865/1866) (freske, der tidligere fandtes i München, men som nu er ødelagt). Af yngre værker kan nævnes Herman Wilhelm Bissens nyklassistiske statue Valkyrie fra 1835 på Ny Carlsberg Glyptotek, Henry de Grouxs symbolistiske maleri La chevauchée des Walkyries (ca. 1890), Edward Robert Hughes' prærafaelittiske maleri The Valkyrie's Vigil fra 1906, samt Stephan Sinding symbolske statue Valkyrie fra 1908, der er opstillet ved Kastellet i København.
- Valkyrie (1835) skulptur af Herman Wilhelm Bissen.
- Valkyrie (1865) maleri af Peter Nicolai Arbo.
- "La chevauchée des Walkyries" (ca. 1890) maleri af Henry de Groux.
- The Valkyrie's Vigil (1906) maleri af Edward Robert Hughes.
- Valkyrie (1908) skulptur af Stephan Sinding.

I musikken spiller valkyrier i særdeleshed en rolle i Richard Wagners opera Die Walküre fra 1870, der udgør anden af del Der Ring des Nibelungen). Walkürenritt, der åbner tredje akt, spiller en selvstændig i rolle i Francis Ford Coppolas  Apocalypse Now fra 1979. Operation Walküre var navnet på tyske officerers fejlslagne statskup mod naziregimet under anden verdenskrig, der blev afværget efter det mislykkedes attentatforsøg 20. juli 1944.

## Eksterne links
- Wikimedia Commons har flere filer relateret til Valkyrie